# Ultravänster
Ultravänster betecknar de socialister som politiskt stod till vänster om bolsjevikerna i början av 1900-talet. Mer allmänt kan epitetet även användas om grupper "vänster om vänstern". Det har vidare använts för att beteckna både en socialistisk inriktning i Tyskland och Nederländerna i början av 1900-talet och den socialistiska strömningen som i mer modern tid utgick från Socialisme ou Barbarie.